# NGC 5
في الفهرس العام الجديد إن جي سي 5 أو NGC 5 هي مجرة إهليلجية في كوكبة المرأة المسلسلة على مسافة تقدر بحوالي 235 إلى 240 مليون سنة ضوئية عن الشمس. اكتشفت المجرة من قبل عالم الفلك الفرنسي إدوارد ستيفان باستخدام مقراب عاكس 80.01 سم (31.5 بوصة) في مرصد مرسيليا في 21 أكتوبر عام 1881 .

## وصلات خارجية
- NGC 5 على موقع ويكي سكاي: DSS2, SDSS, GALEX, IRAS, Hydrogen α, X-Ray, Astrophoto, Sky Map, Articles and images